# Lewis-Kammratte
Die Lewis-Kammratte (Ctenomys lewisi) ist eine Art der Kammratten. Die Art wurde 1926 von Oldfield Thomas aus Bolivien wissenschaftlich erstbeschrieben und kommt nur im Süden Boliviens vor, über die Lebensweise der Tiere liegen nur wenige Informationen vor.

## Merkmale
Die Lewis-Kammratte erreicht eine Kopf-Rumpf-Länge von 20,4 bis 21,9 Zentimetern und eine Schwanzlänge von 68 bis 71 Millimetern. Die Hinterfußlänge beträgt etwa 37 Millimeter. Es handelt sich damit um eine vergleichsweise große Art der Gattung. Das Fell der Rückenseite und die Oberseite des Kopfes sind gleichmäßig dunkel zimtbraun, die Schnauze besitzt schwarze Einwaschungen. Die Bauchseite ist hell zimtbraun, wobei dies immer mindestens die Lendenregion betrifft. Die Kehle hat einen etwas dunkleren Kragen. Der Schwanz ist dünn behaart, er ist auf der Oberseite des Ansatzes dunkelbraun bis schwarz und ansonsten weißlich.
Der Schädel ist kräftig und relativ lang, jedoch nicht besonders breit oder robust gebaut. Die Nasenbeine sind vergleichsweise lang und breit. Etwa 30 % der männlichen Tiere haben ein offenes Frontoparietalfenster zwischen dem Stirnbein und dem Scheitelbein. Die Schneidezähne (Incisivi) sind sehr groß und deutlich vorstehend, sie sind flach und mit einem orangefarbenen Zahnschmelz belegt.
Der Karyotyp besteht aus einem Chromosomensatz von 2n=56 Chromosomen (FN=74). Die Spermien sind symmetrisch gebaut.

## Verbreitung
Die Lewis-Kammratte lebt im südlichen Bolivien im Departamento Tarija.

## Lebensweise
Die Tiere leben in den tiefen Böden in der Nähe von Gewässern des Tomayapo-Tals im südöstlichen Teil der kargen Hochebene des bolivianischen Altiplano und dem Fuß der Cordillera de Sama in Höhen von 2600 zu 4000 Metern. Sie lebt wie alle anderen Kammratten am Boden und im Boden grabend. Es handelt sich um eine pflanzenfressende Art, die unterirdische Knollen und Wurzeln nutzt. Sie kommt dabei sowohl in natürlichen wie auch in gestörten Lebensräumen vor.

## Systematik
Die Lewis-Kammratte wird als eigenständige Art in die Gattung der Kammratten (Ctenomys) eingeordnet. Diese besteht aus etwa 70 Arten. Die wissenschaftliche Erstbeschreibung der Art stammt von dem britischen Zoologen Oldfield Thomas aus dem Jahr 1926, der sie anhand eines Individuums aus dem Gebiet nahe der Stadt Tarija beschrieb. Er benannte die Art nach dem britischen Geschäftsmann John Spedan Lewis, der u. a. die Expeditionen des Zoologen Emilio Budin finanzierte, auf der der Typus dieser Art gesammelt wurde. Thomas beschrieb die Sammlungen von Budin in mehreren Aufsätzen zur „The Spedan Lewis South American Exploration“, wobei er 1926 die Lewis-Kammratte und einige andere Arten in einem gemeinsamen Beitrag mit Jane St. Leger beschrieb.
Die Art wurde aufgrund molekularbiologischer Merkmale der bolivianisch-paraguayischen frater-Artengruppe innerhalb der Gattung zugeordnet. Innerhalb der Art werden neben der Nominatform keine weiteren Unterarten unterschieden.

## Status, Bedrohung und Schutz
Die Lewis-Kammratte wird von der International Union for Conservation of Nature and Natural Resources (IUCN) als nicht gefährdet gelistet. Sie kommt in ihrem begrenzten Verbreitungsgebiet vergleichsweise regelmäßig vor. Die Population ist wahrscheinlich stabil und vergleichsweise anpassungsfähig an Veränderung des Lebensraums. Es gibt derzeit keine bekannten bestandsgefährdende Bedrohungen für diese Art.

## Belege
1. 1 2 3 4 5 6 7 8 9  Lewis′s Tuco-tuco. In: T.R.O. Freitas: Family Ctenomyidae In: Don E. Wilson, T.E. Lacher, Jr., Russell A. Mittermeier (Herausgeber): Handbook of the Mammals of the World: Lagomorphs and Rodents 1. (HMW, Band 6) Lynx Edicions, Barcelona 2016, S. 515–516. ISBN 978-84-941892-3-4.
2. 1 2 3  Ctenomys lewisi in der Roten Liste gefährdeter Arten der IUCN 2018. Eingestellt von: N. Roach, L. Naylor, 2016. Abgerufen am 4. Juni 2019.
3. 1 2  „Lewis, J.S.“ In: Bo Beolens, Michael Grayson, Michael Watkins: The Eponym Dictionary of Mammals. Johns Hopkins University Press, 2009; S. 241; ISBN 978-0-8018-9304-9.
4. ↑  Andrés Parada, Guillermo D’Elía, Claudio J. Bidau, Enrique P. Lessa: Species groups and the evolutionary diversification of tuco-tucos, genus Ctenomys (Rodentia: Ctenomyidae). Journal of Mammalogy 92 (3), 9. Juni 2011; S. 671–682. doi:10.1644/10-MAMM-A-121.1